# 미쓰기촌
미쓰기촌(三ツ木村)은 도쿄부 기타타마군에 일찍이 존재했던 촌이다. 현재의 무사시무라야마시 중부에 해당한다.

## 역사
- 1889년 4월 1일 - 정촌제 시행에 수반해 가나가와현 기타타마군 나카타촌, 요코타촌, 미쓰기촌, 기시촌이 정촌합병을 결성하고 미쓰기촌기시촌 조합이 성립하였다.
- 1893년 4월 1일 - 도쿄부에 이관되었다.
- 1908년 4월 1일 - 나카타촌,요코타촌이 합병해 새로운 나카토촌이 신설되어, 나카토촌은 나카토촌미쓰기촌 조합이 되었다.
- 1917년 4월 1일 - 요코타촌, 미쓰기촌, 기시촌과 합병해 무라야마촌이 신설되어 동일 미쓰기촌은 폐지되었다.

## 교통

### 도로
- 오메이 가도